# Bœrsch
Bœrsch település Franciaországban, Bas-Rhin megyében. Lakosainak száma 2435 fő (2022. január 1.). Bœrsch Bischoffsheim, Grendelbruch, Obernai, Ottrott és Rosheim községekkel határos.

## Népesség
A település népességének változása:
| Lakosok száma | 2412 | 2436 | 2498 | 2437 | 2442 | 2442 | 2430 | 2412 | 2435 |
|               | 2013 | 2015 | 2016 | 2017 | 2018 | 2019 | 2020 | 2021 | 2022 |